# 山猫の夏
『山猫の夏』（やまねこのなつ）は船戸与一による小説、またそれを原作とした派生作品。1984年に講談社から書下ろし長編で刊行された。
のちに発表された『神話の果て』『伝説なき地』と併せて"南米3部作"と呼ばれることがあるが、いずれも独立した作品であり登場人物や舞台に関連性はない。1984年『週刊文春ミステリーベスト10』第4位、1985年第3回『日本冒険小説協会』大賞受賞(国内部門)、同年第6回『吉川英治文学新人賞』受賞。

## あらすじ
ブラジル北東部にある架空の町エクルウ。この町は長年、対立するアンドラーデ家とビーステルフェルト家の抗争により二分されていた。そんなある日、両家の息子と娘が駆け落ちすると手紙を残して失踪した。その二人の追跡にビーステルフェルト家に雇われた"山猫"と名乗る奇妙な日本人が現れてから、エクルウの町は流血の無法地帯と化す。

## 主な登場人物
山猫 (オスロット)
　弓削一徳　射撃と格闘技に長けた四十代半ばの男　カクテルのカイビリンガを好む
おれ (本書の語り手)
　日本では新左翼組織の活動家だったが、怠慢を理由に組織から放逐された
　伯父を頼ってブラジルに渡って来たがサンパウロでトラブルを起こしたため、エクルウで義理の伯母が経営する酒場で働いている
マーイ・マリア　
　エクルウの中立地帯である食堂と酒場"蜘蛛の巣"の経営者
ソフィア・ジェルミ　
　マーイ・マリアと同居する姪
ジョヴァンナ・ジェルミ(バンビーナ)　
　マーイ・マリアの姉　娼館"赤い館"の経営者
駒場忠介　
　陸軍軍人だった"山猫"の父親の元部下
アルフォンゾ・ビーステルフェルト　
　広大な農園を経営するビーステルフェルト家の当主　オランダ王室の遠戚家系であることを誇示している高慢な白人至上主義者
カロリーナ・ビーステルフェルト　
　ビーステルフェルト家の長女
ロベルト・モラエス　
　ビーステルフェルト家の執事
ラポーゾ・フェローラ　
　元バッケイロ（牧童）の純血黒人。ビーステルフェルト家の捜索隊メンバー　乗馬が得意
ブルーザ・デ・アンシェッテ　
　殺しと恐喝が専門の職業的犯罪者　ムラート（白黒混血）　ビーステルフェルト家の捜索隊メンバー
ジョゼ・デ・アンシェッテ　
　ブルーザの弟　ビーステルフェルト家の捜索隊メンバー
ヨイハム・エレクセン　
　元ガウショ（牧童）のデンマーク人　激情によりすぐに人を殺す異常者で過去に9人を殺害している　ビーステルフェルト家の捜索隊メンバー
ミゲル・オルチス　
　ヒモと女衒を生業とする女たらし　スペイン系　モラエスが捜索隊のメンバーとして選んだが"山猫"に外される
ジオゴ・アンドラーデ　
　アンドラーデ家の当主　旧来の荘園経営から脱却し、アルミ精錬所を経営する工業ブルジョアジー
　ポルトガル移民の子孫だが、ビーステルフェルトとは異なり雑婚を繰り返し明白な人種的特徴を持たないいわゆる「ブラジル人」。　従来からの確執に加え、公害対策を取らず工場煤煙を垂れ流しにしてビーステルフェルトの農場に被害を与えたため抗争を激化させた。
フェルナン・アンドラーデ　
　アンドラーデ家のひとり息子
サーハン・バブーフ　
　アンドラーデ家が雇った捜索隊の隊長　アラブ人　元DOPS(政治保安局)の局員
ペドロ・チラデンテス　
　警察署長　両家の抗争で発生した殺人事件を隠蔽することで賄賂を受け取っている
ヴィットリオ・シルバ　
　分遺隊長・陸軍中尉　ビーステルフェルト、アンドラーデ双方に銃器を横流しし私腹を肥やしている
フィリップ・ダリュウ　
　カトリック教会神父　男児対象のペドフィリアでフランス人であることに過剰なまでの優越感を持っている

## 書籍
- 1984年8月 四六並製本 講談社
- 1987年8月 (上下巻) 講談社文庫
- 1995年11月 (新装版) 解説/北上次郎 講談社文庫
- 2014年5月 解説/高野秀行 小学館文庫

## ラジオドラマ
初回1985年9月2日 21:40 月～金 (15分/全10回) 
「アドベンチャーロード」NHK-FM〈制作・NHK東京〉
出演 原田芳雄、江幡蓮、大塚周夫、藤岡重慶、玄田哲章、阿部寿美子ほか 

## 漫画
『山猫の夏』(ヤングジャンプ・コミックス) 集英社
　1991年8月 (画) 柳澤一明